# Ancora volano le farfalle
Ancora volano le farfalle è un film del 2023, liberamente ispirato ad una storia vera, ideato e diretto da Joseph Nenci.

## Trama
Italo è un giornalista scanzonato, ottenebrato da un dramma personale che lo distrae dal lavoro. L'incontro causale con Giorgia, giovane ragazza affetta da Atassia di Friedreich, gli cambierà la vita.

## Distribuzione
La pellicola è stata proiettata nelle sale cinematografiche dal 9 novembre 2023.